# Bonn-Center

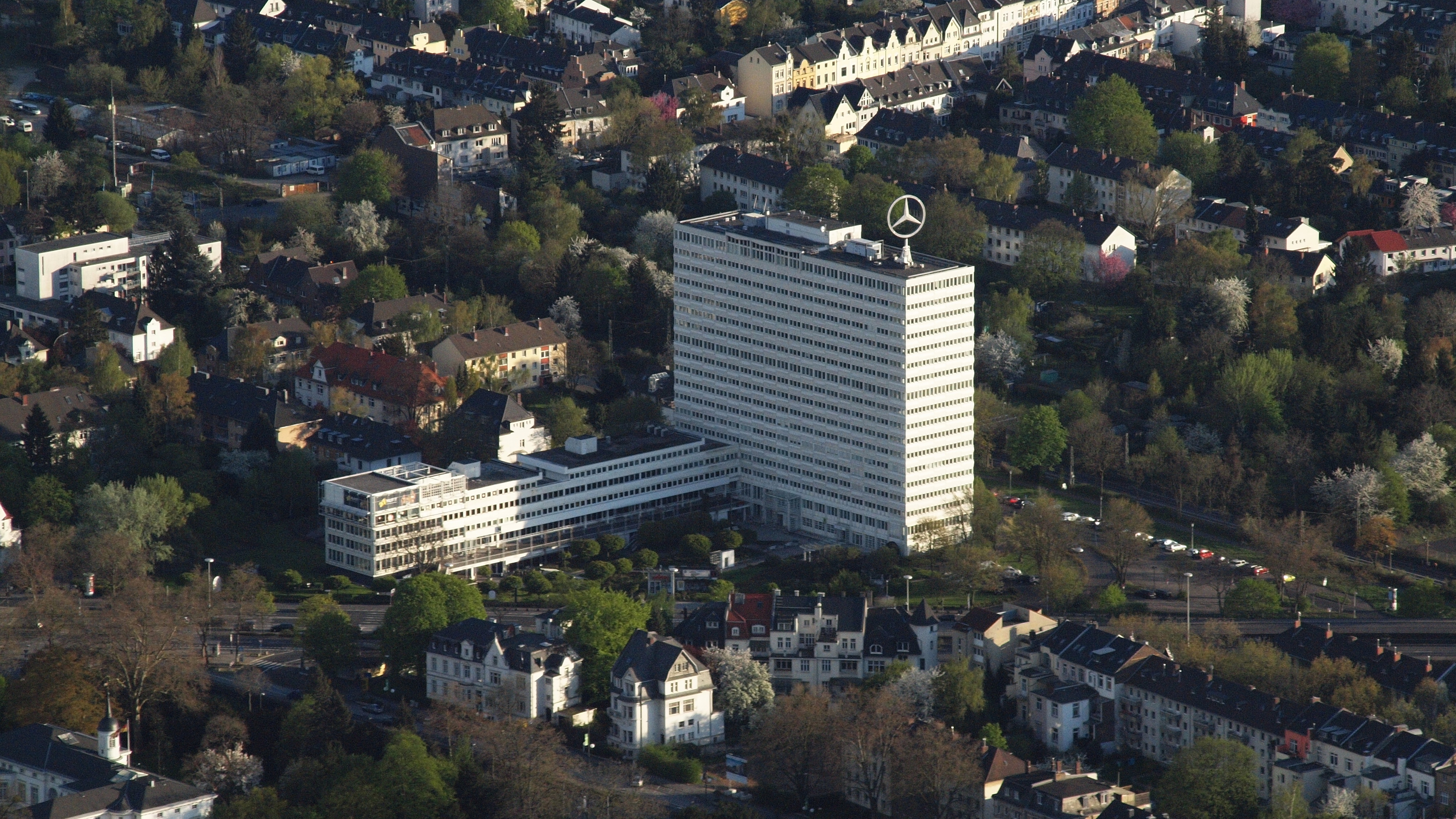
Luftaufnahme (2013)

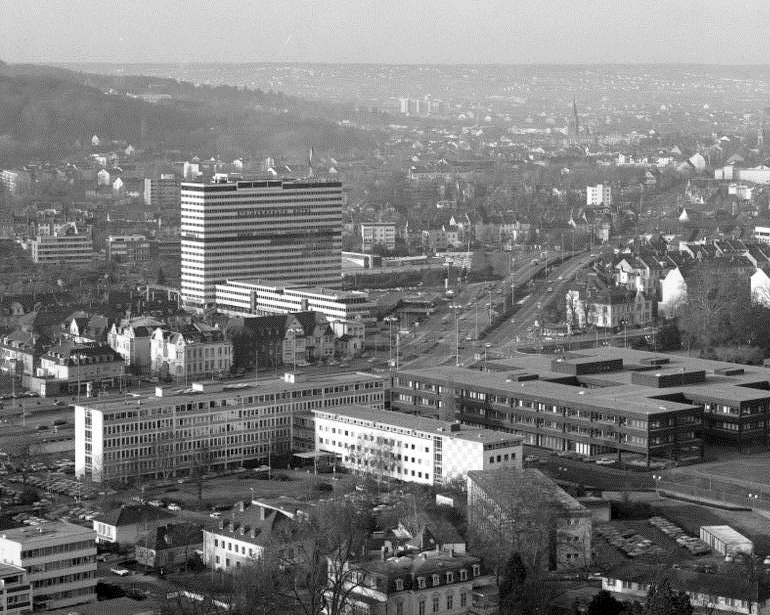
Blick über das Bundeskanzleramt zum Bonn-Center (1979)

Das Bonn-Center war ein Gebäudekomplex in Bonn, der 1968/69 errichtet wurde und als Geschäftszentrum diente. Zu ihm gehörte ein 60 m großes Hochhaus, das fünfthöchste Bonns. Das Bonn-Center lag an der Kreuzung Bundesstraße 9/Reuterstraße (Bundeskanzlerplatz) im Ortsteil Gronau am Rande des Bundesviertels. Von September 2016 bis März 2017 wurde der Gebäudekomplex zurückgebaut und der verbliebene Rohbau des Hochhauses am 19. März 2017 gesprengt. An seiner Stelle entstand von 2019 bis 2022 mit dem Stadtquartier Neuer Kanzlerplatz ein neues Bürogebäude mit Hochhaus.

## Geschichte
Das Bonn-Center entstand auf einem ehemaligen Schrebergartengelände für die Bauherren (Peter und) Philipp Bauschke, einen Textilhändler aus Offenbach, sowie Bernd Domscheit aus Beuel nach einem Entwurf des Berliner Architekten Friedrich Wilhelm Gerasch. Die Stadt Bonn hatte das Grundstück Anfang 1967 an die Bauherren veräußert, im Juli 1967 stimmte der Stadtrat dem Bauprojekt zu. Die Grundsteinlegung erfolgte am 26. März 1968 im Beisein des damaligen Bundeswirtschaftsministers Karl Schiller. Als erstes größeres Geschäftszentrum im damaligen Parlaments- und Regierungsviertel nach den Allianzbauten am Tulpenfeld (1964–1969) erbaut, war das Bonn-Center auch für eine Nutzung durch Abgeordnete und Mitarbeiter des nahegelegenen Bundestags und weiterer Bundeseinrichtungen konzipiert. Es sollte nach ausdrücklichem Wunsch der Stadt Bonn durch den abendlichen Unterhaltungsbetrieb belebend auf das zu dieser Tageszeit ansonsten verlassene Viertel wirken. Name und Funktion des Bonn-Centers waren eine Analogie zum wenige Jahre zuvor eröffneten Europa-Center in Berlin.
Nach seiner Eröffnung am 25. November 1969 beherbergte das Bonn-Center unter anderem ein Steigenberger-Hotel mit über 300 Betten, Konferenzräume, ein als beliebter Treffpunkt von Spitzenpolitikern bekanntes Restaurant (Ambassador) im obersten Geschoss, einen Friseur, einen Supermarkt und verschiedene Bankfilialen. Ein „Forum“ in den Kellergeschossen einer Ladenzeile sollte für kulturelle Veranstaltungen Platz bieten. In den Büroräumen waren neben einigen Verbandsvertretungen vier Botschaftskanzleien (darunter bis 1990 die japanische und bis zuletzt die neuseeländische) ansässig. Von Mitte der 1980er- bis Ende der 1990er-Jahre war hier das Informationsbüro Bonn des Europäischen Parlaments beheimatet. Im Frühjahr 1991 wurden bis zur Verlegung des Parlaments- und Regierungssitzes nach Berlin (1999)  in der 7. und 8. Etage Büros für Bundestagsabgeordnete der damaligen PDS-Gruppe – einschließlich eines gemeinsamen Sitzungssaals – eingerichtet.
Die Nutzungsstruktur des Gebäudes veränderte sich im Lauf der Jahrzehnte mehrfach. 1987 zog im vormaligen Forum das stadtbekannte Pantheon-Theater ein, Ende 1988 wurde das Steigenberger-Hotel geschlossen. Die sechs zuvor vom Hotel genutzten Geschosse wurden anschließend im Jahre 1989 für eine Umnutzung zu Büroräumen vollständig erneuert und zugleich das gesamte Gebäude bei veranschlagten Kosten von 20 Millionen DM einer Sanierung unterzogen. Im Herbst 1993 zog der Fernsehsender n-tv mit seinem Studio Bonn ins Bonn-Center. 1996 wurde die Ladenzeile abgebrochen. Das zwischenzeitlich der Bremer Landesbank gehörende Gebäude war ab 2007 Eigentum der niederländischen Larmag- bzw. Dalag-Gruppe. 2009 sollte eine umfassende Modernisierung und Umgestaltung der Immobilie beginnen; diese Pläne zerschlugen sich aufgrund der Insolvenz des Unternehmens Ende 2009. 2012 wurde in den Kellerräumen des einstigen Steigenberger-Casinos ein zweiter Standort des Pantheon-Theaters eröffnet. In Folge des Auszugs der Deutschen Post Ende 2011 war das Bonn-Center zuletzt (Stand: Oktober 2014) zu 70 % leerstehend. 14 von 18 Etagen waren ungenutzt. Im Oktober 2014 wurde das Gebäude von einem Kölner Immobilienunternehmen erworben, das ankündigte, sich im Jahre 2015 entweder für die Sanierung oder den Abbruch des Bonn-Centers – in beiden Fällen mit einer gewerblichen Nutzung des Standorts – zu entscheiden. Anfang Februar 2015 hatte der Eigentümer Art-Invest Real Estate, eine Immobilien-, Investment- und Management-Gesellschaft, den Bestandsmietern der Immobilie – bis auf das Pantheon-Theater – unter Sonderkündigungsrecht zum Jahresende 2015 gekündigt. Mitte März teilte er mit, dass das Bonn-Center ab frühestens Mitte 2016 abgebrochen oder gesprengt werden solle. Die letzte Vorstellung des Pantheon-Theaters im Bonn-Center fand am 24. Juni 2016 statt. Erste Abbrucharbeiten am Flachbau begannen Ende September 2016. In dem Hochhaus mit mehreren Arztpraxen als letzten verbliebenen Nutzern des Bonn-Centers konnten sie erst nach deren Auszug Ende Oktober beginnen.
Die im Januar 2017  bekanntgegebene Sprengung erfolgte am 19. März um 11 Uhr plangemäß. Ausgeführt wurde sie durch Sprengmeister Eduard Reisch aus Apfeldorf bei Landsberg am Lech, der mit dem AfE-Turm in Frankfurt am Main schon 2014 das bislang höchste in Europa gesprengte Gebäude niedergelegt hatte. Nach Angaben des zuständigen Abrissunternehmens, der AWR Abbruch aus Urmitz bei Koblenz, fiel das Bonn-Center präzise und ohne dabei jedweden Kollateralschaden anzurichten.

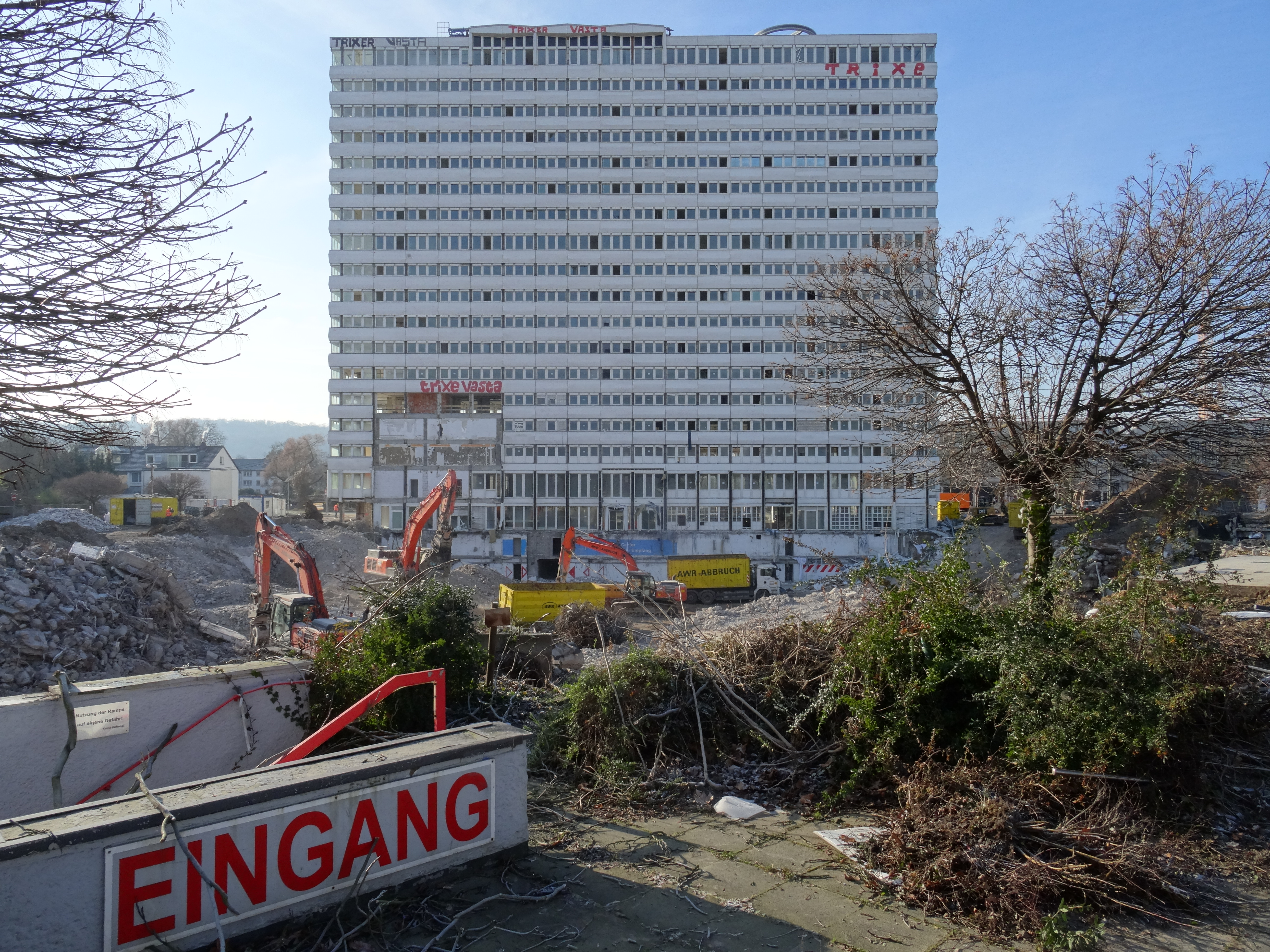
Bonn-Center im Abbruch (Anfang 2017)
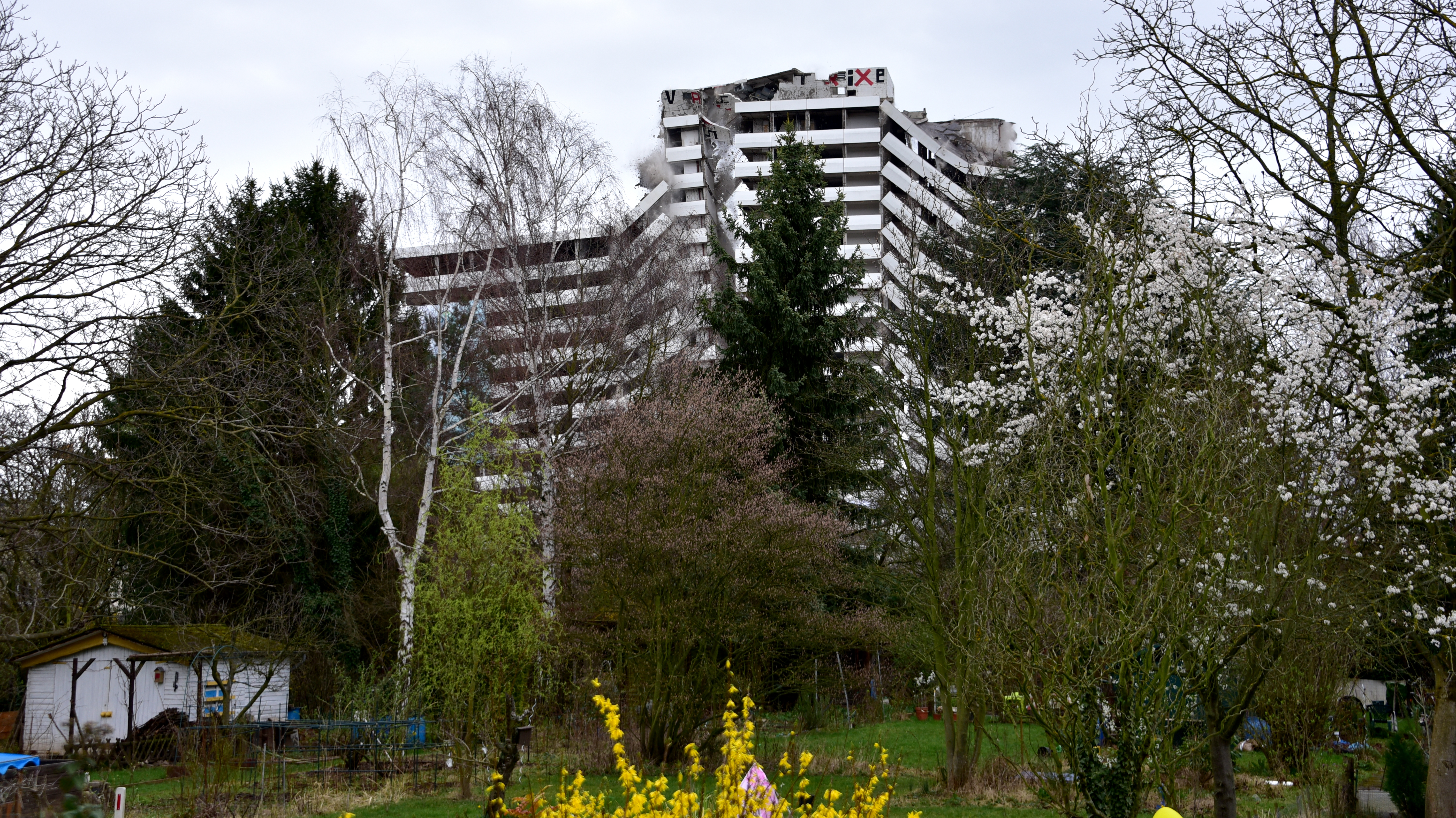
Bonn-Center, Sprengung (19. März 2017)
- Video der Sprengung
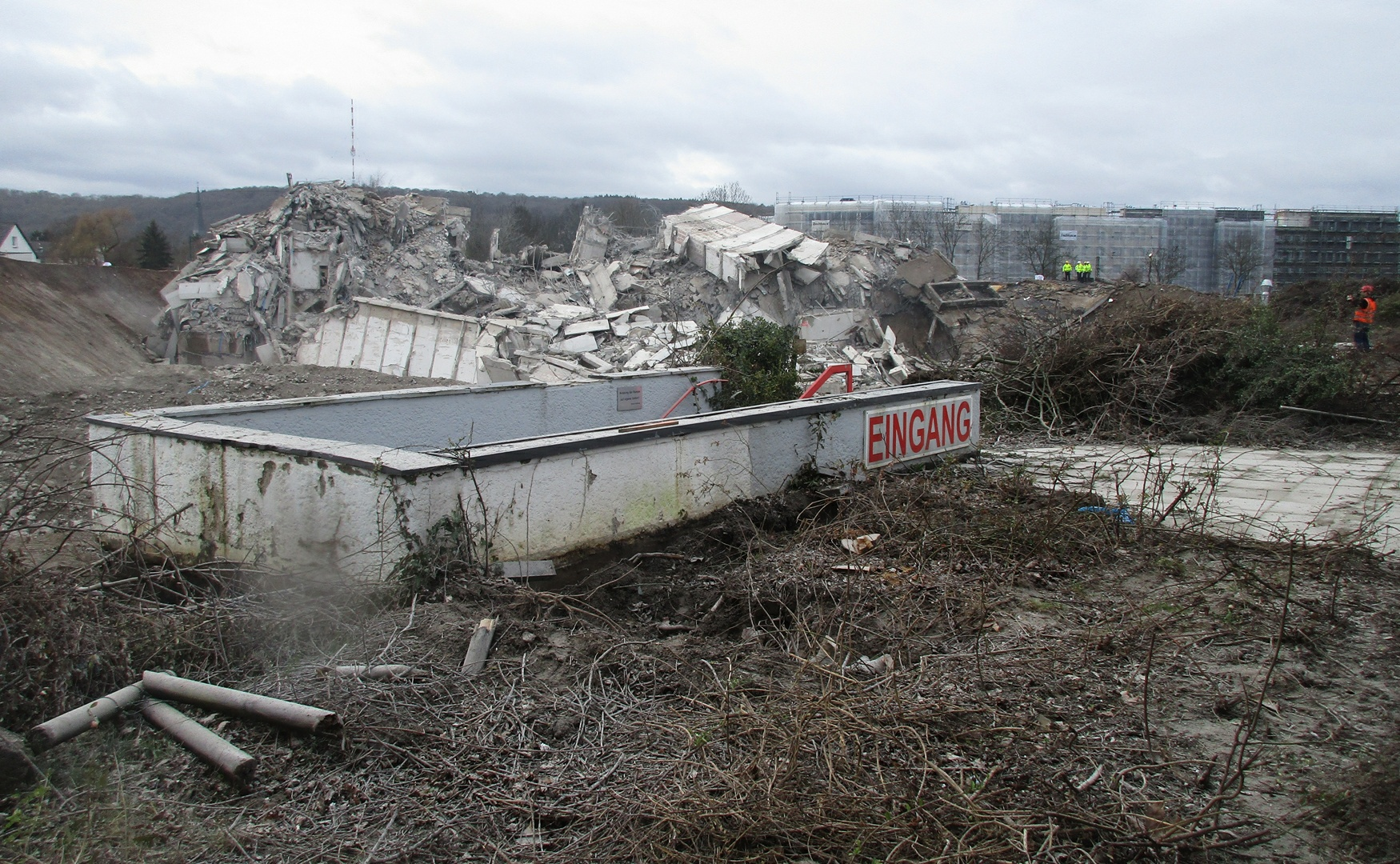
Bonn-Center, Sprengung: übriggebliebener Trümmerberg, Ansicht von der Reuterstraße
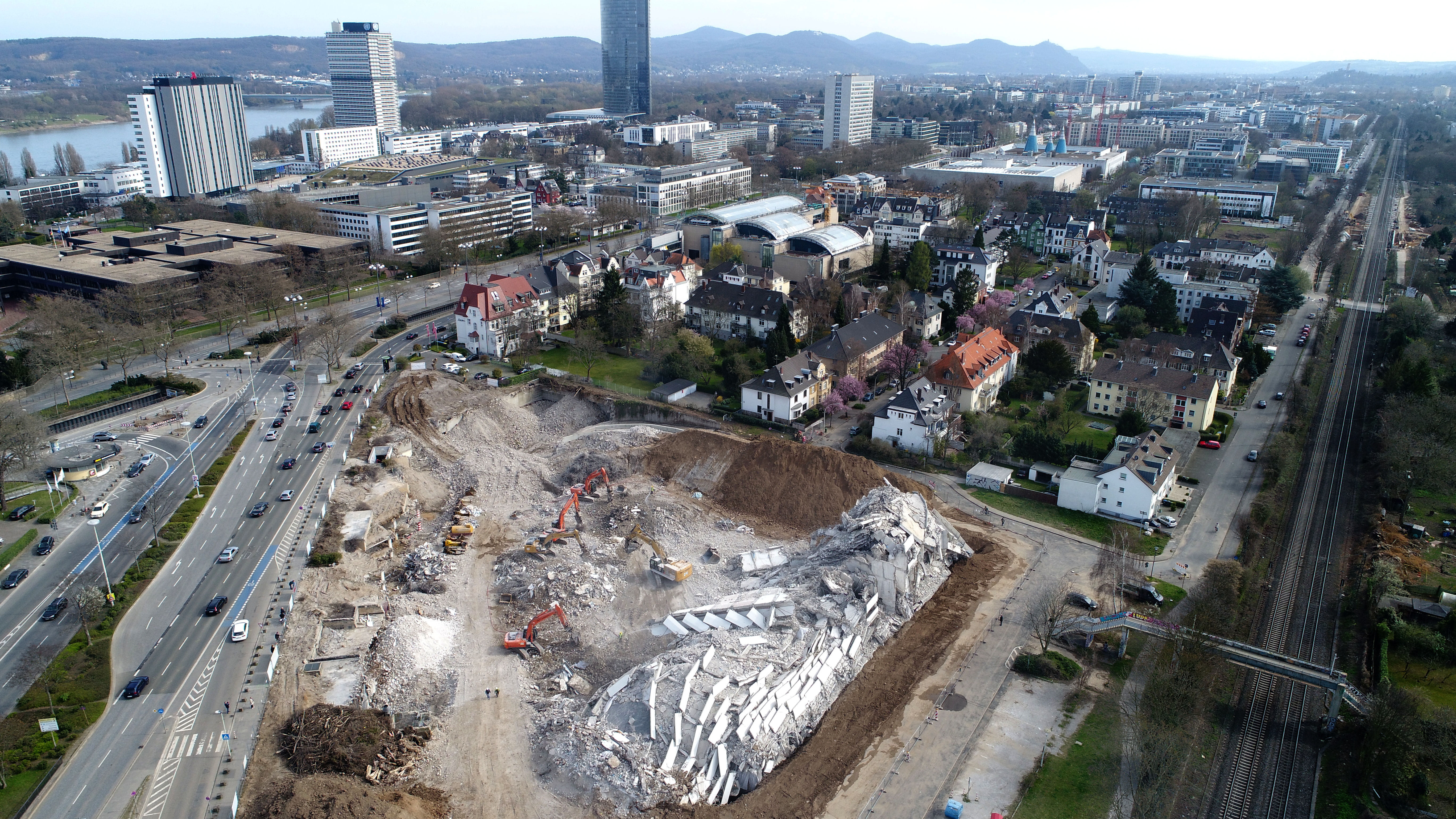
Bonn-Center nach der Sprengung aus der Vogelperspektive (24. März 2017)
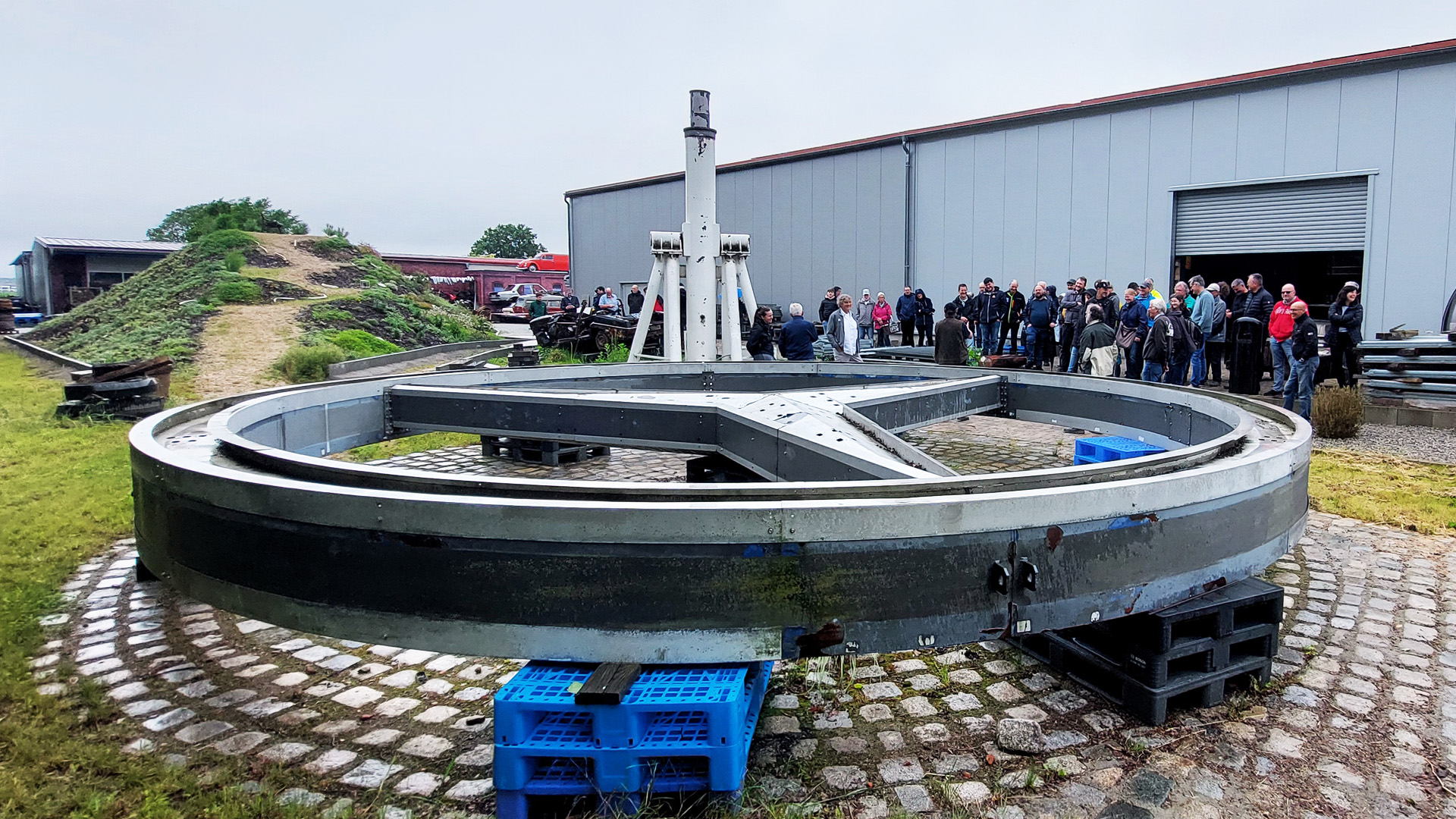
Der Mercedes-Stern des Bonn-Centers beim Oldtimer-Club VDH im fränkischen Ornbau (2024)

## Architektur
Das Bonn-Center gliederte sich in das 18-geschossige Hochhaus und einen fünfgeschossigen Seitentrakt, dem ursprünglich noch eine eingeschossige Ladenzeile vorgelagert war. Es war eine Stahlbetonkonstruktion mit vorgehängten Fertigteilen auf einem dreieckigen Grundstück. Dessen begrenzte Fläche von rund 16.000 m² führte zu eng aneinanderliegenden Bauteilen. Die Fassade war seit der Sanierung von 1989 in einem gebrochenen Weißton gehalten. Das Gebäude verfügte über eine Nutzfläche von etwa 25.000 m².
Das Hochhaus verfügte über eine zentrale Eingangshalle, die in Folge des Umbaus von 1989 an die Stelle der vormaligen Hotelrezeption trat. Der Innenhof war ursprünglich mit einer Überdachung und einer Treppenanlage ausgestattet, die ebenfalls im Zuge des damaligen Umbaus abgebrochen wurden. Eine Tiefgarage umfasste bei der Eröffnung des Bonn-Centers 550 Stellflächen für PKWs sowie eine Waschanlage.
Wahrzeichen des Bonn-Centers, ebenso wie des Berliner Europa-Centers, war der weithin sichtbare Mercedes-Stern auf dem Dach des Hochhauses. Er drehte sich etwa zweimal je Minute um sich selbst. Im Februar 2017 wurde der Stern mit einem Kran vom Dach des Gebäudes gehoben. Der Verein der Heckflossenfreunde bemüht sich darum, die acht Meter große Leuchtreklame vor der Verschrottung zu retten und ihr als erhaltenswertes automobiles Kulturgut einen würdigen Platz auf ihrem Vereinsgelände im mittelfränkischen Ornbau zu schaffen.

„Den Allianz-Bauten verwandt, steht der Komplex in vollkommener Isoliertheit für sich, ohne inneren Bezug zur Stadt, ohne Ausstrahlung und Anziehungskraft auf die landschaftliche und künstlerische Umgebung.“